# Казарза (Салерно)
Казарза је насеље у Италији у округу Салерно, региону Кампанија.
Према процени из 2011. у насељу је живело 242 становника. Насеље се налази на надморској висини од 95 м.